# Manhaul Rock
Manhaul Rock är en kulle i Antarktis. Den ligger i Sydorkneyöarna. Argentina och Storbritannien gör anspråk på området. Toppen på Manhaul Rock är 1 meter över havet. Manhaul Rock ligger på ön Signy.
Terrängen runt Manhaul Rock är varierad. Trakten är obefolkad. Det finns inga samhällen i närheten. 